# Jackie Coogan

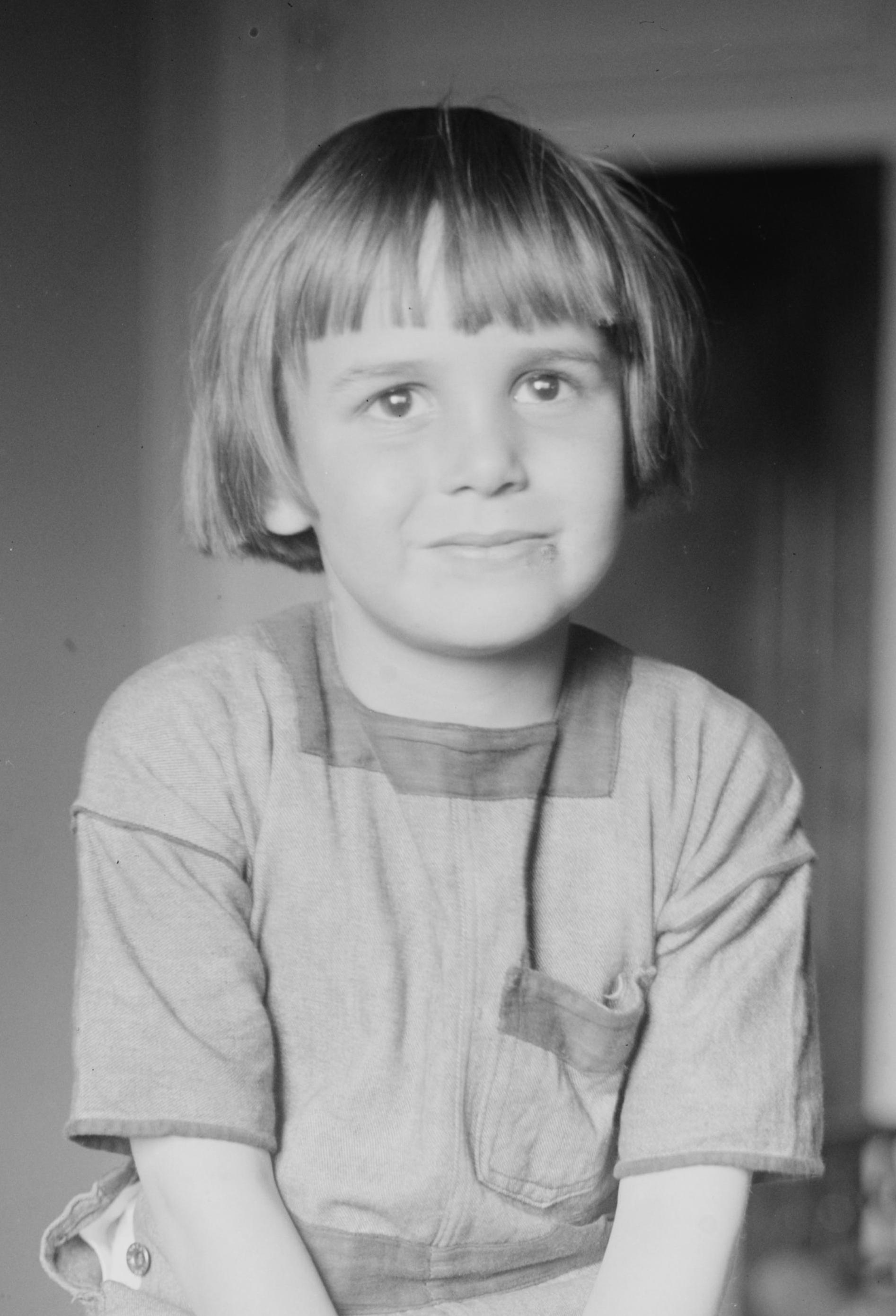
Jackie Coogan

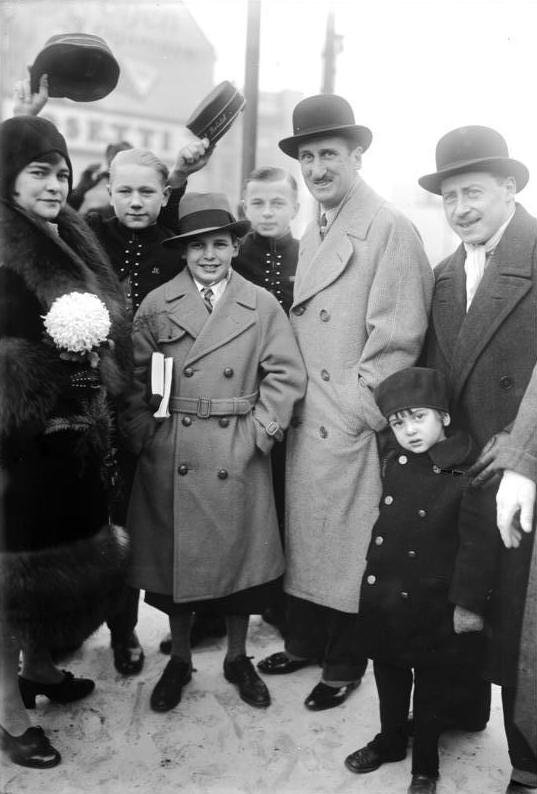
Jackie Coogan 1928 in Berlin. Links von ihm steht seine Mutter und rechts sein Vater

John Leslie „Jackie“ Coogan (* 26. Oktober 1914 in Los Angeles, Kalifornien; † 1. März 1984 in Santa Monica, Kalifornien) war ein US-amerikanischer Schauspieler. Als Kinderdarsteller wurde er durch seinen Auftritt neben Charlie Chaplin in The Kid zu einem der ersten Kinderstars der Filmgeschichte.

## Leben

### Karriere als Kinderstar
Jackie Coogan wurde als Sohn des Schauspieler-Ehepaares John Henry Coogan Jr. (1886–1935) und Lilian Rita Coogan (geborene Dolliver, 1892–1977) geboren. Bereits als Kleinkind übernahm er erste Bühnenauftritte in Vaudeville-Shows. Mit nicht einmal drei Jahren machte Coogan mit einer kleinen Rolle in Skinner’s Baby aus dem Jahr 1917 sein Filmdebüt. Wenig später wurde der tanzende Coogan im Orpheum Theatre in Los Angeles von Filmstar Charlie Chaplin entdeckt, der von dem Talent des Kindes beeindruckt war und ihn sofort für seinen nächsten Film verpflichtete. Er bekam eine kleine Rolle in Chaplins Komödie Vergnügte Stunden aus dem Jahr 1919 zugewiesen.
Anschließend drehte Chaplin mit Coogan Ende 1919 den Film, der ihn nach der Premiere 1921 weltberühmt machen sollte: The Kid. Mit diesem internationalen Filmerfolg avancierte Coogan zu einem der ersten großen Kinderstars der Kinogeschichte. Vor allem die Stummfilme aus seiner Kinderzeit sind bis heute bekannt. Es folgten Produktionen wie Oliver Twist (1922), Little Robinson Crusoe (1924) und Old Clothes (1925), in denen er die Hauptrollen bekleidete. Coogan gelang der Sprung in den Tonfilm und er spielte in den Jahren 1930/31 den Tom Sawyer in den ersten beiden Tonfilm-Verfilmungen von Mark Twains Literaturklassikern Tom Sawyer und Huckleberry Finn. Nach Huckleberry Finn im Jahr 1931 war die Karriere als Kinderstar für den mittlerweile 17-jährigen Coogan beendet.

### „Coogan Bill“
Während seiner Zeit als Kinderstar verdiente Coogan insgesamt rund 4 Millionen US-Dollar. Das Geld war für ihn in einem Fonds angelegt worden. Seine Eltern lebten in Trennung und Jackie bei seinem Vater. Seine Mutter war eine Beziehung mit Jackies ehemaligem Manager Arthur L. Bernstein eingegangen. Das Geld wurde von seinem Vater verwaltet, und der Sohn sollte sein Vermögen mit Erreichen der Volljährigkeit erhalten.
Am 4. Mai 1935, fünf Monate vor Jackies Volljährigkeit, verunglückte sein Vater jedoch tödlich bei einem Autounfall, bei dem auch Jackie leicht verletzt wurde. Ihr Wagen wurde durch ein entgegenkommendes Auto dazu gezwungen, von der Straße abzuweichen, stürzte einen Abhang herunter und überschlug sich vielfach. Neben Coogans Vater starben dabei auch der mit ihm befreundete Jungschauspieler Junior Durkin, der Ranch-Vorarbeiter Charles Jones und der Filmproduzent Robert J. Horner. Jackie überlebte als einziger der fünf Fahrzeugpassagiere mit leichten Verletzungen, da er sich festhalten konnte und im Gegensatz zu den anderen Insassen nicht aus dem Auto geschleudert wurde.
Der Fonds wurde nun von Jackies Mutter verwaltet, da die Ehe zwischen seinen Eltern nicht rechtmäßig geschieden worden war. Als Jackie auch Monate später bei seiner Volljährigkeit das Geld nicht erhielt, verklagte er seine Mutter und seinen Stiefvater. Der Prozess endete nach über einem Jahr mit einem Vergleich. Von Coogans Vermögen war zu diesem Zeitpunkt jedoch nur noch ein kleiner Teil übrig, da seine Mutter und der Stiefvater dieses inzwischen weitgehend verschwendet hatten. Als Konsequenz aus diesem Prozess entstand das so genannte Coogan-Gesetz (Coogan-Bill), das in den USA bis heute das Einkommen von minderjährigen Unterhaltungskünstlern schützt. Das Einkommen des Kindes bleibt dabei stets sein Eigentum. 15 Prozent des Brutto-Einkommens, resultierend aus der beruflichen Tätigkeit in Sport oder Unterhaltung, werden einem Treuhandkonto zugunsten des Minderjährigen gutgeschrieben und bis zu seiner Volljährigkeit verwaltet.

### Späteres Leben
In den späten 1930er Jahren spielte Coogan mit mäßigem Erfolg in einigen B-Movies. Nach einem Einsatz im Zweiten Weltkrieg kehrte Coogan Ende der 1940er Jahre erneut zur Schauspielerei zurück, diesmal vorwiegend im Fernsehen, wie in einer der Hauptrollen der Westernserie Cowboy G-Men (1952–1953). Im Hollywood-Kino war Coogan gelegentlich in Charakterrollen zu sehen, etwa neben Montgomery Clift in Das Leben ist Lüge (1958) und John Wayne in Geier kennen kein Erbarmen (1973). Erst in den 1960er Jahren wurde er durch seine Rolle als exzentrischer Onkel Fester in der erfolgreichen Fernsehserie The Addams Family von einem breiten Publikum wiederentdeckt. Er übernahm weitere Gastrollen in Fernsehserien wie Perry Mason, Bezaubernde Jeannie, Die Partridge Familie und Rauchende Colts.
Coogan verstarb 1984 im Alter von 69 Jahren an einem Herzinfarkt. Er wurde auf dem Friedhof „Holy Cross Cemetery“ in Culver City, Kalifornien begraben. Seine ersten drei Ehen, mit Betty Grable von 1937 bis 1939, mit Flower Parry von 1941 bis 1943 sowie mit Ann McCormack von 1946 bis 1951, wurden alle geschieden. Seine letzte, im Jahre 1952 geschlossene Ehe mit Dorothea Lamphere hielt schließlich bis zu seinem Tod. Coogans Enkel Keith Coogan arbeitete ebenfalls als Kinderschauspieler.
Zu Coogans Ehren wurde ein Stern auf dem Walk of Fame gestiftet.

## Filmografie (Auswahl)
- 1917: Skinner’s Baby
- 1919: Vergnügte Stunden (A Day’s Pleasure, Kurzfilm)
- 1921: The Kid
- 1921: My Boy
- 1922: Oliver Twist
- 1923: Zirkuskind (Circus Days)
- 1923: Der kleine Bettelmusikant (Daddy)
- 1924: Der Boy aus Flandern (A Boy of Flanders)
- 1924: Jackie, der kleine Robinson (Little Robinson Crusoe)
- 1925: Jackie, der Lumpensammler (The Rag Man)
- 1925:  Alles für die Firma (Old Clothes)
- 1927: Jackie, der Außenseiter (Johnny Get Your Hair Cut)
- 1927: Jackie, der Schiffsjunge (Buttons)
- 1927: Der Held von Fort Runson (The Bugle Call)
- 1930: Buster rutscht ins Filmland (Free and Easy)
- 1930: Tom Sawyer
- 1931: Huckleberry Finn
- 1935: Home on the Range
- 1939: Million Dollar Legs
- 1939: Sky Patrol
- 1947: Kilroy was here
- 1952: Tolle Texasgirls (Outlaw Woman)
- 1952–1953: Cowboy G-Men (Fernsehserie, 39 Folgen)
- 1953: Theaterfieber (The Actress)
- 1957: Der Mann, der niemals lachte (The Buster Keaton Story)
- 1957: Schicksalsmelodie (The Joker Is Wild)
- 1957–1970: The Red Skelton Show (Fernsehserie, 22 Folgen)
- 1958: Mit Siebzehn am Abgrund (High School Confidental!)
- 1958: Das Leben ist Lüge (Lonelyhearts)
- 1958: Lola, der blonde Teufel (No Place to Land)
- 1959: Peter Gunn (Fernsehserie, 1 Folge)
- 1959: Erinnerung einer Nacht (Night of the Quarter Moon)
- 1959: Die Haltlosen (The Beat Generation)
- 1960: Sex Kittens Go to College
- 1961–1966: Perry Mason (Fernsehserie, 4 Folgen)
- 1962–1963: McKeever & the Colonel (Fernsehserie, 26 Folgen)
- 1964–1966: The Addams Family (Fernsehserie, 64 Folgen)
- 1965: Kurven-Lilli (Girl Happy)
- 1966: Simson ist nicht zu schlagen (A Fine Madness)
- 1969: Der Dritte im Hinterhalt (Marlowe)
- 1969: Bezaubernde Jeannie (I Dream of Jeannie; Fernsehserie, 2 Folgen)
- 1970/1973: Die Partridge Familie (The Partridge Family; Fernsehserie, 2 Folgen)
- 1971/1972: Drei Mädchen und drei Jungen (The Brady Bunch; Fernsehserie, 2 Folgen)
- 1971/1974: Der Chef (Ironside; Fernsehserie, 2 Folgen)
- 1973: Geier kennen kein Erbarmen (Cahill U.S. Marshal)
- 1974: Das Phantom von Hollywood (The Phantom of Hollywood)
- 1974: Rauchende Colts (Gunsmoke; Fernsehserie, 1 Folge)
- 1975: The Manchu Eagle Murder Caper Mystery
- 1976: Sherlock Holmes in New York (Fernsehfilm)
- 1977: Halloween with the New Addams Family (Fernsehfilm)
- 1979: Gehirnwäsche (Human Experiments)
- 1980: Dr. Heckyl und Mr. Hype (Dr. Heckyl and Mr. Hype)
- 1982: Der große Zauber (The Escape Artist)
- 1983: ...und der Tod wartet schon (The Prey)